# Governor Brann School
Die Governor Brann School ist ein ehemaliges Schulgebäude der Cyr Plantation im Aroostook County des Bundesstaates Maine in den Vereinigten Staaten. Sie wurde nach dem zu der Zeit amtierenden Gouverneur des Bundesstaates Maine, Louis J. Brann, benannt und 1993 ins National Register of Historic Places aufgenommen.

## Entstehung
Das Gebiet, das heute die Cyr Plantation umfasst, wurde ab 1824 besiedelt. 1870 wurde das Gebiet als Plantation organisiert. Zu dieser Zeit lebten dort 376 Einwohner. Ein erstes Schulgebäude für die Plantation wurde 1887 im späteren Schulbezirk 2 errichtet. Mit steigenden Einwohnerzahlen, zum Ende des 19. Jahrhunderts wuchs die Bevölkerung auf mehr als 500, wurden sechs Schulbezirke eingerichtet. Im Schulbezirk 3, dem Bezirk, in dem später die Gouvernor Brann School gebaut wurde, wurde im Jahr 1896 für den Preis von 300 US-Dollar (nach heutigem Wert etwa 11.564 US-Dollar) ein erstes Gebäude errichtet. Dieses wurde bereits im Jahr 1910 durch ein neues Gebäude ersetzt, und im Jahr 1934 wurde die Governor Brann School am U.S. Highway 1 als drittes Schulgebäude für diesen Bezirk gebaut.
Die Pläne für das Schulgebäude wurden von dem Architekturbüro Miller & Mayo entwickelt. Sie gehen auf ein Programm des Bundesstaates Maine zurück, mit dem Pläne für Modell-Schulen erarbeitet wurden, um in den ländlichen Gebieten Schulen mit einem Mindeststandard bezüglich Licht, Heizung und Ausstattung preiswert errichten zu können. Dadurch sollte die Ausbildung der Kinder in diesen Gebieten sichergestellt werden. Mehrere Architekturbüros reichten für Schulen und weitere öffentliche Gebäude Entwürfe ein. Diese Modelle wurden mit Buchstaben gekennzeichnet. So stand der Buchstabe „J“ für eine Ein-Raum-Schule, die 1916 in Fort Fairfield errichtet wurde und „Q“ für ein Gebäude aus dem Jahr 1941, geplant von dem Architekturbüro Bunker & Bavage. Es ist nicht mehr zu ermitteln, nach welchem Plan die Governor Brann School errichtet wurde.

## Baubeschreibung
Die Governor Brann School ist ein einstöckiges, rechteckiges Skelettgebäude, das mit Holzschindeln verkleidet und mit einem auskragenden Walmdach gedeckt ist. Die Eingangstür wird durch eine kleine Eingangsveranda geschützt. Sie ist nach Westen ausgerichtet. Neben der Eingangstür befinden sich auf der rechten wie auf der linken Seite je ein Fenster, bestehend aus zwei Teilen mit je 6 kleinen Scheiben, deren unteres hochgeschoben werden kann. Die Südseite des Gebäudes hat 5 Fenster, die aus je zwei Teilen mit 9 kleinen Scheiben bestehen. Auch hier können die unteren Teile hochgeschoben werden. Durch diese Fensterreihe wurde sichergestellt, dass ausreichend Licht in die Ein-Raum-Schule einfallen konnte. An der Nordseite waren ursprünglich die offenen Latrinen sowie ein Lagerraum für Holz angebaut, in dem ein gemauerter Ofenkamin durch das Dach ragte.

## Nutzung
Das Gebäude wurde ab 1934 als Schulgebäude genutzt. Nachdem die Bevölkerung deutlich zurückgegangen war, mit ihr auch die Zahl der Schulkinder, wurden von den sechs Schulen der Plantation 1943 drei geschlossen. Die Governor Brann School blieb weiter in Betrieb. Im Jahr 1950 wurden auch die verbliebenen drei Schulen geschlossen, als Cyr gemeinsam mit den Towns Van Buren und Hamlin zum übergreifenden Maine School Administrative District No. 24. zusammengefasst wurde. Seitdem besuchen die Schulkinder des Schulbezirks die Schulen in Van Buren. Im Jahr 2016 hatte die Cyr Plantation noch 93 Einwohner.
Die Governor Brann School wurde von der Verwaltung als Gemeindebüro weitergenutzt und in den wärmeren Monaten finden in diesem historischen Gebäude die Gemeindeversammlungen der Cyr Plantation statt. Um Heizkosten zu sparen, werden die Versammlungen im Winter in Van Buren abgehalten. Zudem dient die alte Schule als Wahllokal.